# Seznam zápasů řecké fotbalové reprezentace na Mistrovství Evropy
Řecká fotbalová reprezentace byla celkem 4x na mistrovstvích Evropy ve fotbale a to v letech 1980, 2004, 2008, 2012.
- Aktualizace po MS 2012 - Počet utkání - 16 - Vítězství - 5x - Remízy - 3x - Prohry - 8x

| Číslo | Soupeř         | Výsledek | ME      | Fáze turnaje       | Góly Řecka                                       |
| ----- | -------------- | -------- | ------- | ------------------ | ------------------------------------------------ |
| 1.    | Nizozemsko     | 0 – 1    | ME 1980 | základní skupina A | Ne                                               |
| 2.    | Československo | 1 – 3    | ME 1980 | základní skupina A | Nikos Anastopoulos                               |
| 3.    | SRN            | 0 – 0    | ME 1980 | základní skupina A | Ne                                               |
| 4.    | Portugalsko    | 2 – 1    | ME 2004 | základní skupina A | Jorgos Karagunis, Angelos Basinas (penalta)      |
| 5.    | Španělsko      | 1 – 1    | ME 2004 | základní skupina A | Angelos Charisteas                               |
| 6.    | Rusko          | 1 – 2    | ME 2004 | základní skupina A | Zisis Vryzas                                     |
| 7.    | Francie        | 1 – 0    | ME 2004 | čtvrtfinále        | Angelos Charisteas                               |
| 8.    | Česko          | 1 – 0 PP | ME 2004 | semifinále         | Traianos Dellas                                  |
| 9.    | Portugalsko    | 1 – 0    | ME 2004 | finále             | Angelos Charisteas                               |
| 10.   | Švédsko        | 0 – 2    | ME 2008 | základní skupina D | Ne                                               |
| 11.   | Rusko          | 0 – 1    | ME 2008 | základní skupina D | Ne                                               |
| 12.   | Španělsko      | 1 – 2    | ME 2008 | základní skupina D | Angelos Charisteas                               |
| 13.   | Polsko         | 1 – 1    | ME 2012 | základní skupina A | Dimitris Salpingidis                             |
| 14.   | Česko          | 1 – 2    | ME 2012 | základní skupina A | Theofanis Gekas                                  |
| 15.   | Rusko          | 1 – 0    | ME 2012 | základní skupina A | Jorgos Karagunis                                 |
| 16.   | Německo        | 2 – 4    | ME 2012 | čtvrtfinále        | Georgios Samaras, Dimitris Salpingidis (penalta) |